# Alexander Gemignani
Alexander Cesare Gemignani (Tenafly, 3 luglio 1979) è un attore e tenore statunitense, noto prevalentemente per il suo lavoro nel teatro musicale di Broadway.
Nato e cresciuto a Tenafly, Gemignani si è laureato nel dipartimento teatrale dell'Università del Michigan.
È figlio del direttore d'orchestra Paul Gemignani e del soprano Carolann Page. Nel 2018 è candidato al Tony Award al miglior attore non protagonista in un musical per Carousel.
Dal 2008 è sposato con l'attore e regista Erin Ortman.

## Ruoli più importanti
- John Hinckley Jr. nella produzione del Roundabout Theatre di Assassins.
- Messo Bamford nella produzione di John Doyle di Broadway del musical di Stephen Sondheim Sweeney Todd, per il quale è stato candidato al Drama Desk.
- Jean Valjean nel revival di  Broadway del 2006 di Les Misérables.[1]
- Passion con Patti LuPone, Audra McDonald e Michael Cerveris nella produzione del marzo 2005 al The Rose Theater.
- South Pacific in una versione concertale del musical alla Carnegie Hall nel giugno 2005, insieme con Reba McEntire e Brian Stokes Mitchell.
- Sweeney Todd nel tour del 2007 del musical con la regia di John Doyle, al fianco di Judy Kaye.
- Boatman/Dennis nel revival del 2008 di Sunday in the Park with George a Broadway.
- Addison Mizner nel musical del 2008 di Sondheim e Weidman Road Show al Public Theatre nell'Off-Broadway
- Moishe Rosenwald nel nuovo musical The People in the Picture allo Studio 54 nel 2011
- Billy Flynn in Chicago nel 2013
- Il padre di Violet in Violet nel 2014
- Giorgio III in Hamilton nel 2016
- Enoch Snow in Carousel nel 2018